# Illusion d'optique
On appelle illusion d'optique une perception visuelle qui s'oppose à l'expérience de la réalité qu'on peut avoir par ailleurs. Ces illusions liées au système visuel surviennent naturellement ou sont créées délibérément, soit pour la recherche, soit pour le spectacle.
Parmi ces phénomènes, les erreurs d'appréciation nous laissent persuadés d'un état de chose qui ne correspond pas bien à la réalité. Les paradoxes visuels font douter de ce qu'on voit ou hésiter quant à l'interprétation.
Les illusions visuelles sont les expériences dont les neurosciences disposent pour expliquer la vision. Depuis le XIXe siècle, les chercheurs ont recherché les stimulus les plus simples ou qui produisent les résultats les plus curieux, pour établir un modèle des nombreux processus physiologiques et cognitifs qui concourent à la vision. Les études sur la perception distinguent ce qui relève des limites du système visuel physiologique, les distorsions, les ambigüités ou l'instabilité d'interprétation et les paradoxes. Les hallucinations ne sont pas des illusions visuelles — elles n'impliquent pas le système visuel.
La communication et les arts visuels emploient des illusions d'optique, soit de façon accessoire, soit quelquefois principalement, comme dans le cas de l'Op'Art.

## Perception erronée

La danseuse en rotation est une illusion d'optique qui permet à certains observateurs de voir la figure tourner dans le sens horaire et à certains autres, dans le sens trigonométrique (anti-horaire).

L'échiquier d'Adelson : la teinte grise du carré A est la même que celle du carré B.

L'illusion résulte de l'exploitation biaisée par le système visuel des informations qui lui parviennent. Le système visuel ne fonctionne pas comme un instrument de mesure, mais comme un moyen d'interagir efficacement avec l'environnement. Dans l'expérience ordinaire, en cas de doute, un changement de point de vue donne une vision plus exacte de la réalité. Dans les illusions visuelles, cette possibilité est bloquée, entraînant une image faussée de la réalité, y compris faisant voir un objet inexistant, ou rendant « aveugle » à un objet pourtant présent.
Ainsi, dans l'échiquier d'Adelson, les cases A et B du dessin semblent être peintes de deux teintes de gris différentes alors qu'en réalité, si on mesure la clarté sur l'image, les deux gris sont parfaitement identiques. Cet exemple met en évidence la propension du système visuel à compenser les variations lentes de luminosité ou à percevoir les teintes et les couleurs relativement à leur environnement et à attribuer aux objets une couleur stable et régulière. La régularité du pavage en damier et la familiarité avec ce motif font comprendre, correctement dans le cas d'un objet à trois dimensions, la réalité de la disposition des dalles, alors que dans la représentation, les clartés sont réparties différemment.
L'arc-en-ciel[C'est-à-dire ?], les mirages,, sont une autre classe d'illusions d'optique, celle des interprétations mentales fausses d'une réalité. Le phénomène existe bel et bien : la réfraction de la lumière par les gouttelettes d'eau, le tremblement de l'air ou les reflets d'eau dus à la chaleur sont des réalités dont la trace photographique peut être gardée, et non des hallucinations. L'illusion consiste à interpréter ces perceptions comme les images troubles d'un objet céleste, d'un lac ou d'une mer, alors que ce n'est pas le cas. En psychologie, les objets impossibles, fondés sur la généralisation inconsciente des principes de la perspective, alimentent copieusement cette classe d'illusion. L'erreur d'interprétation provient dans une large mesure de la récurrence de perceptions similaires dans des circonstances différentes. Ce cas d'illusion sensorielle se produit, avec des conséquences qui peuvent s'avérer catastrophiques, en aéronautique et dans d'autres contextes.

La rotation d'un disque de phénakistiscope induit l'illusion visuelle du mouvement,.

De nombreux procédés existent pour créer l'illusion visuelle du mouvement,,.
Manipulables, les jouets optiques induisent la perception d'animation ou du relief,. Le folioscope prend la forme d'un livret de dessins ou de photographies que l'on feuillette rapidement en faisant défiler les pages du bout des doigts.
La séquence d'images fixes imprimées paraît alors s'animer visuellement. Cet objet exploite le phénomène de persistance rétinienne et d'effet phi. En 1832, inventé par le Belge Joseph Plateau, le phénakistiscope est un procédé qui donne l'illusion du mouvement grâce à un disque rotatif percé de fentes régulièrement espacées.
Observé face à un miroir, le disque en mouvement provoque l'animation visuelle d'une succession d'images statiques évoluant autour d'un cycle répétitif,,.
Deux ans plus tard, le zootrope succède au phenakistiscope, amélioré par le format cylindrique du support. Ces techniques sont à l'origine du cinéma,.

## Utilité pour les neurosciences cognitives
Dès le XIXe siècle, des psychologues ont remarqué que certaines images provoquaient des représentations mentales facilement démenties par l'expérience. Ils les ont raffinées pour obtenir le plus d'effet possible sur les spectateurs, et publiées dans leurs ouvrages. Jan Evangelista Purkinje soutenait que les illusions visuelles révèlent des vérités sur la vision.
Des illusions développées ou découvertes incluent des phénomènes comme le cube de Necker et la grille d'Hermann. Comprendre ces phénomènes est utile afin de comprendre ce qui peut apparaître comme des limitations du système visuel humain, mais résulte en partie aussi de phénomènes cognitifs eux-mêmes produits de la sélection naturelle : une perception hâtive et parfois fausse peut se montrer plus adaptée en termes de survie qu'une analyse exacte dont le résultat serait venu trop tard (effet Tetris). C'est le cas lorsque le coût de l'erreur est faible quand elle se fait d'un côté, et grand quand elle se fait de l'autre[réf. souhaitée].
Les phénomènes physiologiques, comme les images rémanentes suivant les lumières aveuglantes ou une exposition prolongée de motifs, sont les effets sur l'œil d'une stimulation d'un type spécifique — luminosité, inclinaison, couleur et mouvement. Les théories actuelles supposent que les stimulus ont — après traitement local — des chemins neuronaux dédiés jusqu'au cortex visuel, une stimulation répétée de seulement quelques chemins peut faire perdre ses repères au système optique[réf. souhaitée].

## Illusions et cognition

Dans cette représentation d'un tesseract, on peut parler d'illusion en ce que le cerveau tente d'interpréter comme objet réel un objet impossible (en trois dimensions)

Des particularités innées du système visuel, transmises génétiquement, expliquent certaines des illusions d'optique. D'autres dépendent de l'expérience des individus : elles sont cognitives ; les individus qui vivent dans des milieux radicalement différents ne les perçoivent pas, ou pas avec la même intensité.
Les illusions cognitives agissent sur plusieurs niveaux de l'interprétation visuelle, les hypothèses pré-formatées ou « connaissances » emmêlées. Les illusions visuelles cognitives se catégorisent en images ambiguës, distordues, paradoxales ou fictives. Elles exploitent souvent les « hypothèses » formées par le système visuel au cours des premières étapes du traitement visuel.
Les images ambiguës sont des images qui peuvent s'interpréter de deux manières, entre lesquelles la perception alternera. Les interprétations sont toutes perçues comme valides mais aucune représentation ne domine, comme pour le canard-lapin.
Les illusions distordantes sont les plus communes, ces illusions offrent des distorsions de taille, largeur ou courbure. Elles sont faciles à découvrir et sont facilement repérables. Beaucoup sont des illusions physiologiques, comme l'illusion du mur du café qui exploite les premières étapes du système visuel à propos des bords. D'autres distorsions, comme les illusions de lignes convergentes, sont plus difficiles à classer comme illusions physiologiques ou cognitives. Les jugements visuels comme la taille sont contrôlés par la perspective ou d'autres effets de profondeur et peuvent facilement être mal disposés. Une capacité dont on comprend l'avantage dans la vie pratique, celle d'attribuer une taille constante à un objet malgré la variation de sa taille apparente, est à l'origine de nombreuses erreurs d'appréciation, sur des images ou des schémas où certains indices font penser à un éloignement. C'est une explication de l'illusion de Müller-Lyer.

Objet impossible : triangle de Penrose

Les illusions paradoxales constituent mentalement des objets impossibles, comme le triangle de Penrose ou des escaliers infinis, comme dans les travaux de M. C. Escher. Le triangle est une illusion dépendant d'une mauvaise interprétation cognitive selon laquelle les arêtes adjacentes doivent se joindre.
L'explication de ces paradoxes perceptifs fait appel à la banalité des choses. Il est, pour un organisme vivant, plus avantageux de comprendre rapidement une situation banale, quitte à faire quelques erreurs, que de le comprendre exactement, avec un délai et une dépense d'énergie plus considérables. Les perceptions paradoxales peuvent rarement se produire dans la nature, et une action, comme un changement de point de vue, les dissipe. En limitant l'information qui permettrait une interprétation plus sûre et en s'appuyant sur les contradictions possibles entre les règles qui permettent d'aller des indices visuels à la représentation mentale d'un objet, on crée des effets plus spectaculaires.

## Effets particuliers

### Perspective

Illusion de Müller-Lyer : les segments horizontaux ont la même longueur.

Les erreurs d'appréciation de la taille dérivent d'une capacité utile dans la nature : évaluer la taille d'un objet et conserver cette notion quand sa taille apparente change. Même sur une surface plate, les indices de la proximité ou de l'éloignement d'un objet jouent dans la perception de sa taille. Parmi ces indices, les lignes convergentes et la diminution de taille d'un motif font « corriger » la taille d'objets de taille apparente identique. L'illusion de Ponzo montre deux segments horizontaux de même longueur, espacés des deux-tiers de leur longueur, encadrés par deux segments oblique convergents vers le haut. Le segment supérieur paraît plus grand : le système visuel a corrigé sa taille en tenant compte d'un indice de perspective. Les psychologues du XIXe siècle on construit une quantité d'illusions qui vérifient cette explication. L'illusion de Müller-Lyer participe de la même espèce : les terminaisons des segments jouent le rôle d'indices de profondeur,.
Michel-Eugène Chevreul a remarqué que sa Loi du contraste simultané, dégagée pour les couleurs, valait aussi pour la longueur. Il place deux paires de segments parallèles de même longueur au voisinage l'une de l'autre. Le segment court proche de l'autre paire semble plus court que son égal, et le segment long, plus long que son égal.

### Couleur

Illusion d'optique : La teinte grise de la barre est la même sur toute sa longueur.

La vision des couleurs est soumise à la loi du contraste simultané des couleurs. Deux couleurs juxtaposées se perçoivent comme plus différentes que lorsqu'elles sont séparées. Cette particularité de la perception renforce le contour des objets et en fait percevoir là où il n'y en a pas, dans les bandes de Mach. Lorsque les aires colorées deviennent petites, les couleurs fusionnent au contraire dans une couleur intermédiaire, avant qu'on cesse de distinguer les points.
Le contraste successif, longuement exploré par Buffon, se manifeste lorsqu'un individu fixe longtemps une image colorée. Lorsqu'il porte ensuite le regard sur une surface blanche, elle est aperçue dans les couleurs complémentaires de celles qu'il a fixées.
Des chercheurs ont prétendu provoquer, en laboratoire, la perception d'une couleur à la fois bleue et jaune, ou bien à la fois rouge et verte, qu'ils ont appelées couleurs interdites.

### Mouvement

Une illusion de mouvement : les serpents tournants d’Akiyoshi Kitaoka.

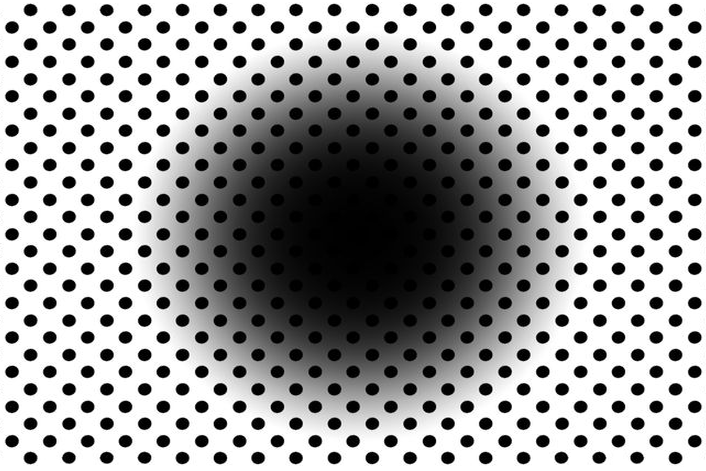
Illusion du trou noir en expansion.

Quand on fixe certaines images organisées en rayons depuis le centre, après quelques secondes, on peut les voir tourner sur elles-mêmes — illusion de Mac Kay. Avec des chevrons, les sujets ont une sensation d'écoulement dans les blancs.
Quand on observe longuement une petite tache faiblement éclairée dans une pièce complètement obscure, elle semble se déplacer au hasard.
L'image ci-contre, fixe, est vue par 86 % des gens comme celle d'un trou noir en expansion. L'illusion est telle que la pupille se dilate comme si l'on s'approchait effectivement d'une zone sombre,.
Les autres sensations, principalement la proprioception, influencent l'interprétation des sensations visuelles. C'est particulièrement sensible en ce qui concerne le mouvement. Les yeux bougent en permanence, bien que le cerveau construise une image stable, et nous sommes sensibles aux accélérations que provoque le mouvement du corps. Au départ sans secousse du train, on a l'impression que le train voisin part en arrière. Dans l'arbitrage entre les sens, normalement, la vision domine. Mais l'habitude des tapis et escaliers roulants provoque une difficulté d'adaptation quand ils sont à l'arrêt, même si on l'a parfaitement vu auparavant.

## Phénomènes visuels curieux
Jouant sur le sens large du mot illusion, qui va jusqu'à englober l'art théâtral et la peinture, et en définitive toute la vie, certains ouvrages considèrent comme des illusions des phénomènes visuels spectaculaires qui, cependant, ne sont jamais démentis par l'expérience. Les études sur l'illusion visuelle (, Gregory 2009, Shapiro et Todorovic 2015) ne l'envisagent pas comme telle. C'est que la notion d'illusion est liée à la culture matérielle. Un effet banal, habituel, enseigné, ne passe pas pour une illusion. Les interprétations de photographies ou d'images animées sont, dans le monde moderne, sans cesse confirmées par d'autres informations.

### Image tramée

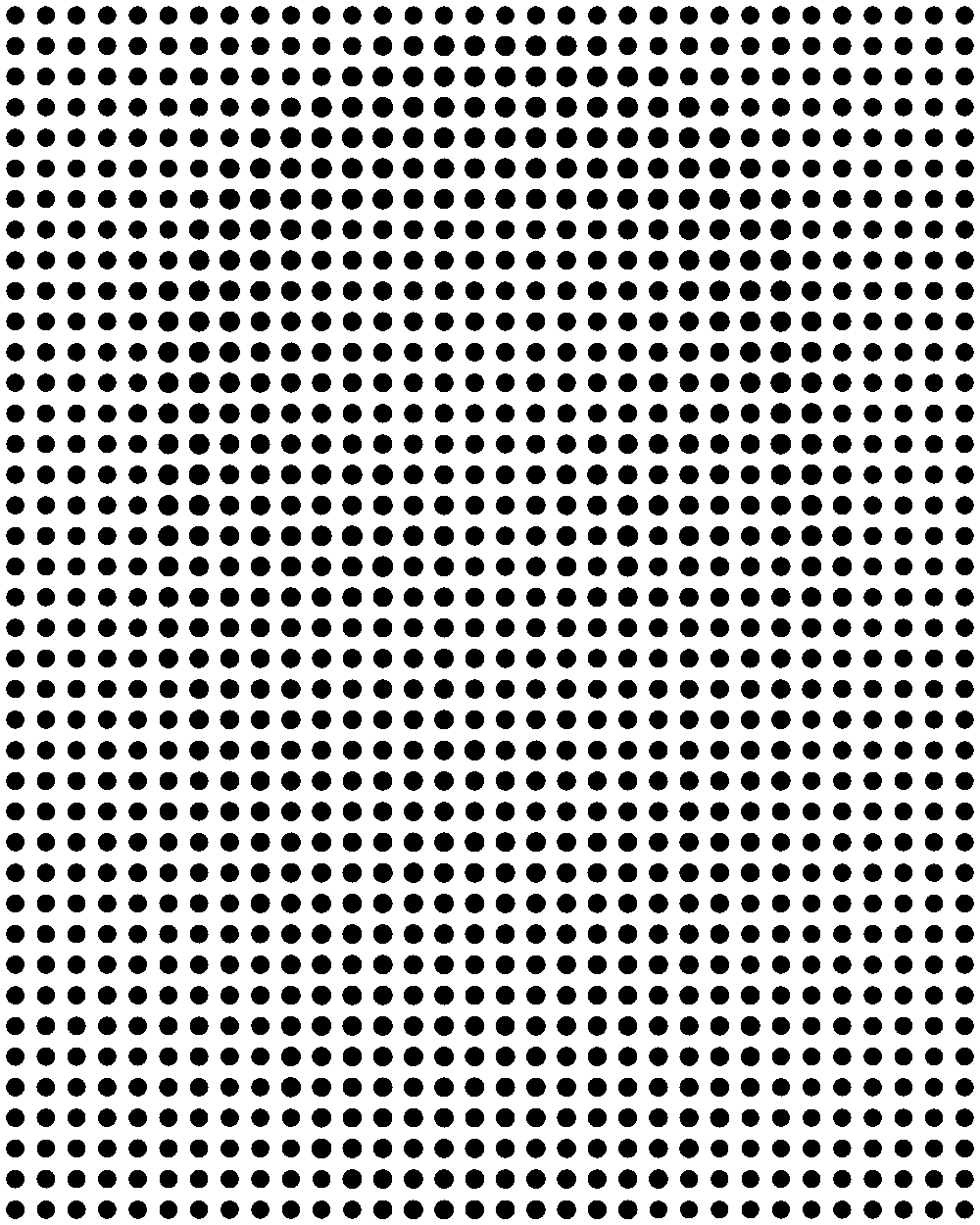
Photo tramée

L'image tramée crée des demi-teintes en tirant parti de la limite de résolution de l'œil. À distance, on voit l'image ; en s'approchant suffisamment près, on ne voit pas de détails, comme ce serait le cas d'un objet réel, mais seulement les points de la trame.
L'effet est manifeste lorsqu'on s'approche d'une image publicitaire imprimée en 4 × 3 m : on ne voit plus que les ellipses jaunes, rouges et bleues de la trame.

### Relief

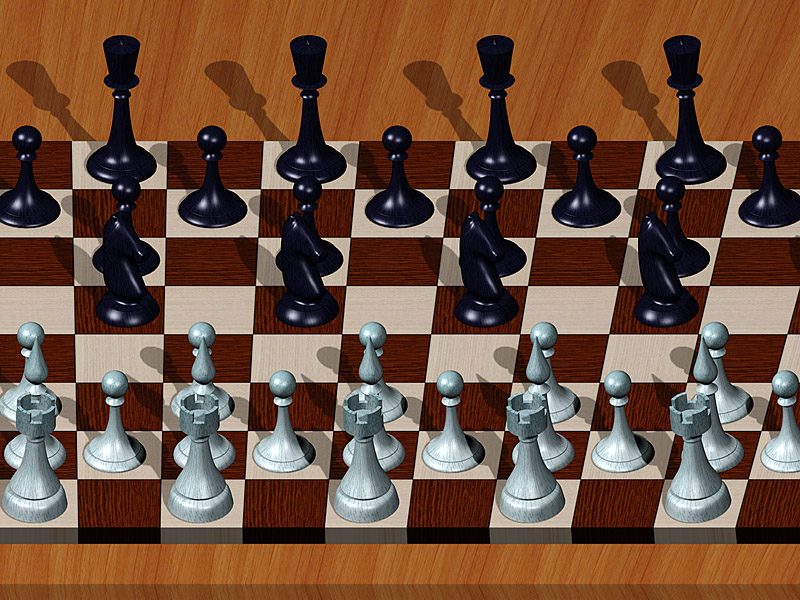
Exemple d'autostéréogramme donnant un effet de vision en profondeur (l'article détaillé donne des instructions pour le percevoir).

Le trompe-l'œil a procuré depuis l'Antiquité, par une combinaison d'éléments architecturaux réels et d'une application rigoureuse de la perspective, une impression de relief depuis un point d'observation privilégié. L'illusion est meilleure vue d'un seul œil.
Pendant l'invention de la photographie, des appareils à un objectif capables de donner une perception du relief ont été imaginés, en se fondant sur la parallaxe entre les deux yeux. Les vues se regardent à travers un système optique qui donne une image différente à gauche et à droite. La stéréographie utilise une image pour chaque œil. L'anaglyphe combine ces images et les sépare grâce des filtres optiques colorés. D'autres systèmes emploient une polarisation croisée de la lumière des images destinées à chaque œil. L'autostéréoscopie recouvre les éléments d'image imbriqués horizontalement de prismes qui les envoient soit à gauche, soit à droite.
Avec l'invention de l'autostéréogramme, Jacques Ninio trouve le moyen de suggérer le relief dans des images absolument planes et sans autre artifice qu'un léger strabisme.

## Dans l'art et le spectacle
Déjà dans l'Antiquité, les architectes avaient connaissance de quelques-unes de nos ré-interprétations visuelles et les ont utilisées afin de compenser le manque de parallélisme des lignes des constructions. La scène inclinée du théâtre à l'italienne en est un exemple plus récent[réf. souhaitée].

All Is Vanity (« Tout est vanité »), tableau de Charles Allan Gilbert : vue de près, l'image représente une femme à sa toilette ; avec un peu de recul, la silhouette d'un grand crâne apparaît.

Dans les arts visuels, divers effets ont été expérimentés afin d'induire des impressions ou pour déstabiliser le spectateur. La perspective paradoxale d'Escher ou les objets impossibles jouent avec une autre tendance, qui dérive peut-être de la fréquentation des images en trompe l'œil, celle à interpréter les images comme représentation d'objets en volume. Hogarth au XVIIIe siècle construit des paradoxes visuels avec des erreurs volontaires de perspective dans des vues réalistes. Les modernes créent de purs paradoxes.
René Magritte joue, dans sa peinture Carte blanche, de la capacité humaine à se figurer la continuité d'un objet connu lorsqu'il est caché, en même temps qu'avec l'interprétation perspective Gregory 2009, p. face 117, planche 3. Le surréalisme s'identifie largement à ces illusions visuelles cognitives.
Arcimboldo utilisa au XVIe siècle la paréidolie, propension humaine à interpréter comme une forme connue une image présentant des indices confus d'un visage dans un amoncellement de fleurs, de légumes ou d'objets divers, ouvrant une tradition plaisante qui s'est poursuivie jusqu'à nos jours.
L'Op art, avec entre autres, Victor Vasarely, crée par de violents contrastes structurés une impression de mouvement. Bridget Riley produit notamment des œuvres de grande dimension sur des murs, faisant de l'illusion d'optique un art mural.
Les arts scéniques, théâtre et opéra, utilisent avec plus ou moins de discrétion les illusions d'optique ; et les illusionnistes en font quelquefois, aidés par des techniques de persuasion, une part de leurs spectacles. Certains utilisent des miroirs — dont les Romains considéraient l'image comme une illusion —, d'autres utilisent la relative lenteur du système visuel.
Certains ambigrammes sont des illusions d'ambigüité. Le typographe américain John Langdon (en) a conçu plusieurs ambigrammes de type perception figure-fond liés aux illusions d'optique, avec notamment les mots « optical » et « illusion » imbriqués (illusion d'optique, en anglais), l'un formant la figure et l'autre l'arrière-plan. « Optical » est plus facile à discerner au début, puis le mot « illusion » émerge avec une observation plus longue.

#### Monographies
- (en) Arthur Shapiro et Dejan Todorovic, The Oxford Compendium of Visual Illusions, Oxford U.P., 2017 (présentation en ligne)
- Richard Langton Gregory, L'œil et le cerveau : la psychologie de la vision [« Eye and Brain: The Psychology of Seeing »], De Boeck Université, 2000 (1re éd. 1966) notamment Chapitre 10 – Illusions
- (en) Richard Gregory, Seeing through illusions, Oxford University Press, 2009
- Jacques Ninio, La science des illusions, Paris, Odile Jacob, 1998
- (en-US) Purves D, Lotto B (2002) Why We See What We Do: An Empirical Theory of Vision. Sunderland, MA: Sinauer Associates
- Daniel Picon, Illusions d'optique, Éditions Mango Jeunesse 2012 – 200 illusions classées par catégories  (ISBN 978-2-7404-2871-9)

#### Articles
- (en) Changizi, Mark A. et al. (2008): « Perceiving the Present and a Systematization of Illusions ». Cognitive Science 32,3 : p. 459-503
- (en) David Eagleman (2001) « Visual Illusions and Neurobiology ». Nature Reviews Neuroscience. 2(12) : p. 920-6 [PDF]
- (en) Richard Gregory (1997) « Knowledge in perception and illusion ». Phil. Trans. R. Soc. Lond. B 352 : p. 1121-1128 [PDF]
- (en-US) Purves D, Lotto RB, Nundy S (2002) « Why We See What We Do ». American Scientist 90 (3) : p. 236-242
- (en) Purves D, Williams MS, Nundy S, Lotto RB (2004) « Perceiving the intensity of light ». Psychological Rev. Vol. 111 : p. 142-158
- (en) Renier, L., Laloyaux, C., Collignon, O., Tranduy, D., Vanlierde, A., Bruyer, R., De Volder, A.G. (2005). « The Ponzo illusion using auditory substitution of vision in sighted and early blind subjects ». Perception, 34, p. 857–867
- (en) Renier, L., Bruyer, R., & De Volder, A. G. (2006). « Vertical-horizontal illusion present for sighted but not early blind humans using auditory substitution of vision ». Perception & Psychophysics, 68, p. 535–542
- (en) Yang Z, Purves D (2003) « A statistical explanation of visual space ». Nature Neurosci 6 : p. 632-640